# Серджо Кастелито
Серджо Кастелито (на италиански: Sergio Castellitto) е италиански актьор и режисьор. Той е роден през 1953 година в Рим. След като учи известно време в Академията за драматично изкуство, той започва да играе в театъра, а по-късно и в киното.

## Избрана филмография

### Като режисьор
| година | филм                    | оригинално заглавие      |
| ------ | ----------------------- | ------------------------ |
| 1999   | Безплатно масло         | Libero Burro             |
| 2004   | Не мърдай               | Non ti muovere           |
| 2010   | Красотата на магарето   | La bellezza del somaro   |
| 2012   | Да дойдеш на света      | Venuto al mondo          |
| 2015   | Никой не се спасява сам | Nessuno si salva da solo |
| 2017   | Фортуната               | Fortunata                |
| 2021   | Книжарница в Париж      |                          |
| 2024   | Конклав                 | Conclave                 |

### Като актьор
- „Човекът със звездите“ (L'uomo delle stelle, 1995)
- „Хубавата Марта“ (Bella Martha, 2001)
- „Не мърдай“ (Non ti muovere, 2004)
- „Обичам те, Париж“ (Paris, je t'aime, 2006)
- „Хрониките на Нарния: Принц Каспиян“ (The Chronicles of Narnia: Prince Caspian, 2008)
- „Книжарница в Париж“ (2021)